# دان ويلر
دان ويلر (بالإنجليزية: Dan Weller)‏ هو ملحن وموسيقي ومنتج أسطوانات وكاتب أغاني بريطاني، ولد في 3 أبريل 1980 في Harpenden ‏ في المملكة المتحدة.

## وصلات خارجية
- دان ويلر على موقع ميوزك برينز (الإنجليزية)
- دان ويلر على موقع أول ميوزيك (الإنجليزية)
- دان ويلر على موقع ديسكوغز (الإنجليزية)

- الموقع الرسمي